# Campylocheta suwai
Campylocheta suwai là một loài ruồi trong họ Tachinidae.